# 炎の剣
『炎の剣』（ほのおのつるぎ）は、和田慎二による日本の漫画作品。

## 概要
集英社『別冊マーガレット』の1973年（昭和48年）3月号に掲載された。単行本は「マーガレット・コミックス」より全1巻。
最初に刊行されたマーガレット・コミックスには雑誌掲載時のまま収録されたが、2003年に刊行されたMFコミックス「神恭一郎事件簿」収録以降はイスラームに対する配慮からか宗教関連を中心に訂正が行われた。アラーの名や姿が削除され、表現や台詞も変更されている。秋田書店『ミステリーボニータ』の別冊付録に至っては、宗教名がわからなくなっている。
作者と当時の編集長が黒澤明の大ファンで『隠し砦の三悪人』を元に本作を執筆・掲載したが、読者投票（アンケート）は芳しくなかった。

## あらすじ
11世紀前半、キリスト教国家のヨーロッパ諸国とアラビア系の国家群の対立が激化しており、唯一、ムスリムのアマルカンド王国 (AMALCAND) とその北側に隣接する非ムスリムのエクル国（ECLE）は友好関係にあった。しかし、それを快く思わぬ好戦的な2国、南東に接するマジャハール (MAJAHALU) と南西に接するアブドール (AVDOLU) が上辺だけは協力して攻め込み、アマルカンドは滅ぼされてしまう。同じムスリム、同じアラビア人なのにわかり合えぬことを嘆くアマルカンド王国のサルタン。アマルカンドの宝物殿で眠り続け約100年間の歳月を1度も出されたことのなかったアマルカンドに代々伝わる宝剣、戦いを収め平和に導くという多くの伝説を持ち、アマルカンドの守り神とも言うべき剣をサルタンにより授けられたエクル国の王女ヒルダ（ヒルディアス）姫だったが、親善大使として彼女に友好の印として渡した当のサルタンすら知らない秘密があった。その宝剣「炎の剣」は全アラビアを支配することが出来ると言い伝えがあったのだ。それを信じてマジャハールとアブドールのサルタンは宝剣を探し求めていた。
途中のマジャハールの支配を受け入れたアマルカンドの町で奴隷商人ヒゲクマに連れ戻されたヤシの木の上で寝るのが大好きな少年アリィを助けたことに、ヒルダ付きの護衛騎士アーネストは気が強いだけの姫と思い込んでいたヒルダの優しさを知るのだった。その矢先、アブドールの斥候兵に見つかってしまい、アーネストと対峙するアブドール兵は7回の武術大会でいずれも引き分けに終わったライバルのマーカスだった。なんとか切り抜けたヒルダとアーネストは、アリィの生まれ育った町にやって来るが敵兵に囚われてしまう。実は、踊り子サロメが報奨金目当てに2人をエクル国の逃亡者だと看破し売り渡したのだった。しかし、弟アリィを救い出してくれたのがエクル国の2人だと知り、恩人を売り渡してしまったことを悟り悔恨に苛まれ、宝剣を手に踊ると見せかけてアーネストの白い鷹サムソンに渡して罪滅ぼしを兼ねて恩返しをする。マジャハールとアブドールの両軍が襲い掛かった時、ヒルダの心に打たれたアブドールの兵士でアーネストとライバルであるマーカスはアーネストに加勢して戦うが、多勢に無勢で2人が討たれることは時間の問題だった。アーネストを想い「炎の剣」を手にして彼を助けてと祈った時、アラビア人が信奉する唯一神アラーが現れて巨大な地割れを生じさせ元凶の2人のサルタンを引きずり込んで罰する。残された両軍の兵士はアラーにひれ伏すのだった。

## 書籍情報

### コミックス
炎の剣
1976年1月20日発売 ISBN 4-08-850220-5 集英社〈マーガレット・コミックス〉 全1巻
- 炎の剣（別冊マーガレット1973年（昭和48年）3月号）
- バラの追跡（別冊マーガレット1974年（昭和49年）5月号）
- 白い学生服（別冊マーガレット1974年（昭和49年）11月号）

呪われた孤島
1993年3月5日発売 ISBN 4-88653-027-3 大都社〈STコミックス〉、全1巻
- 呪われた孤島 前編（別冊マーガレット1974年8月号）
- 呪われた孤島 後編（別冊マーガレット1974年9月号）
- 夏に来たイブ（花とゆめEX 1984年SUMMER号）
- バラの追跡（別冊マーガレット1974年（昭和49年）5月号）
- 炎の剣（別冊マーガレット1973年（昭和48年）3月号）
- 「メイキング オブ 『呪われた孤島』」

明日香ふたたび
1995年2月25日発売 ISBN 4-592-12893-1 白泉社〈花とゆめCOMICS〉、全1巻
- 明日香ふたたび 前編（別冊マーガレット1976年5月号）
- 明日香ふたたび 後編（別冊マーガレット1976年6月号）
- 炎の剣（別冊マーガレット1973年（昭和48年）3月号）
- 「メイキング オブ 『明日香ふたたび』」

神恭一郎事件簿2 オレンジは血の匂い
2003年2月22日発売 ISBN 4-8401-0481-6 メディアファクトリー〈MFコミックス〉
- オレンジは血の匂い（別冊マーガレット1974年12月号）
- 5枚目の女王（講談社「mimi」1975年11月号）
- 炎の剣（別冊マーガレット1973年（昭和48年）3月号）
- 「メイキング オブ 神恭一郎事件簿（2）」

### 付録
秋田書店「ミステリーボニータ」2004年4月号
2004年3月6日発売
- 別冊付録「炎の剣」（別冊マーガレット1973年（昭和48年）3月号）